# أهورا مدريد
أهورا مدريد (بالإسبانية: Ahora Madrid، وتعني: مدريد الآن) كان برنامجًا وطنيًا للوحدة الشعبية، تم تشكيله كحزب فعال بدون تشكيل داخلي، من أجل الترشح للانتخابات البلدية لعام 2015 في مدينة مدريد عاصمة إسبانيا.

## التاريخ
في 28 يونيو 2014 ظهرت «البلدية» التي أعيدت تسميتها لاحقًا إلى حزب دعونا نفوز بمدريد. كان الهدف من هذه المنصة هو كسب مدريد كمبادرة أفقية للمواطنين تشكلت من التقاء الناس والجماعات والأحزاب والحركات الاجتماعية. في 29 يناير 2014، أكدت أن هدفهم كان التقاء قوى يسارية مختلفة للترشح للانتخابات البلدية كحزب فعال.
في 6 مارس تم تقديم أهورا مدريد على أنه الحزب الفعال الذي شكله هذا التقاء المواطنين والجمعيات والحركات والأحزاب. على الرغم من أن معظم أعضاء اتحاد اليسار دعموا المشاركة في أهورا مدريد، بعد أزمة داخلية فإن قطاع الأغلبية بما في ذلك الحزب الشيوعي في مدريد ومجموعة من المستقلين الذين أسسوا فيما بعد دعوة إلى مدريد، ثم قرروا أخيرًا عدم المشاركة في أهورا مدريد أو قوائم مماثلة.
في 30 مارس تم الإعلان عن نتائج الانتخابات التمهيدية التي شارك فيها أكثر من 15000 شخص من خلال التصويت عبر الإنترنت. تم انتخاب مانويلا كارمينا بأغلبية كبيرة كمرشح لمنصب العمدة، احتل ناتشو مورغي (الرئيس السابق للاتحاد الإقليمي لرابطات الأحياء في مدريد) المرتبة الثانية في القائمة وإينيس سابانيس إيكو الثالث، وماوريسيو فالينتي الرابع وريتا مايستري الخامس وبابلو كارمونا السادس ومارتا هيغويراس السابعة وبابلو سوتو الثامن وسيليا ماير التاسع وخورخي غارسيا العاشر.
في انتخابات بلدية مدريد لعام 2015 حصل أهورا مدريد على 20 مقعدًا وكان ثاني أكثر الأحزاب تصويتًا بعد حزب الشعب الذي حصل على 21 مقعدًا.
تم انتخاب أعضاء مجلس المدينة العشرين بالترتيب التالي: مانويلا كارمينا، ناتشو مورغي وإينيس سابانيس وموريسيو فالينتي وريتا مايستري وبابلو كارمونا ومارتا هيغويراس وبابلو سوتو وسيليا ماير وخورخي غارسيا كاستانو ومارتا جوميز لاهوز وغييرمو زاباتا أرسي وكارلوس سانشيز ماتو ومونتسيرات جالسييران وفرانسيسكو بيريز راموس وإستر غوميز وخافيير باربيرو ويولاندا رودريغيز وخوسيه مانويل كالفو.
كان إعداد البرنامج مفتوحًا لجميع المواطنين وتم تضمين الكثير من الاقتراحات في النسخة النهائية للبرنامج.
غطت الانتخابات التمهيدية أيضًا تصويتًا لاختيار أي من الإجراءات من برنامج أهورا مدريد يجب أن تحظى بالأولوية و«يجب تقديمها خلال المائة يوم الأولى من إدارة البلدية».